# Lampetra planeri
La lampreda di ruscello (Lampetra planeri (Bloch 1784)), è una specie appartenente alla classe degli Agnati.

## Distribuzione e habitat
Questa specie, al contrario della congenere L. fluviatilis, che è migratrice anadroma, dimora stabilmente in acqua dolce e corrente, soprattutto in ambienti di risorgiva, fossati e ruscelli; sembra tuttavia prediligere quelli a fondo sabbioso e melmoso, purché ossigenati, dove le larve (ammoceti) possono dimorare infossati nel sedimento fino alla metamorfosi.

La distribuzione comprende l'Europa atlantica e le coste del Mediterraneo occidentale, compresa l'Italia tirrenica. La specie è presente ma molto rarefatta in Italia lungo il versante tirrenico, dal Magra fino al fiume Lao, anche a quote superiori a 600 m s.l.m.
È nota anche una popolazione isolata nel fiume Aterno-Pescara, sul versante adriatico.

## Descrizione
Corpo lungo fino a 20 cm, cilindrico affusolato, compresso nella parte posteriore; pinne dorsali contigue; denti disposti come nella Lampetra fluviatilis, ma più piccoli ed ottusi.
Gli esemplari adulti hanno una colorazione grigio-verde con riflessi bluastri sul dorso, giallo tenue sui fianchi e bianco sul ventre.

## Alimentazione
A differenza delle altre lamprede, non parassita gli altri pesci: i giovani si nutrono di piccoli organismi animali che trovano nel sedimento, mentre gli adulti non si nutrono, in quanto dopo la metamorfosi, il canale alimentare degenera in un filamento di tessuto non funzionante. Nel giro di pochi mesi, dopo essersi riprodotte, muoiono.

## Riproduzione
Si riproduce tra Marzo e Giugno. Gli adulti non hanno molta cura nel preparare il sito di riproduzione; le uova di 1 mm si schiudono in circa 3 settimane; la vita nello stadio larvale si protrae per 3-5 anni e termina con il raggiungimento della maturità sessuale; la vita da adulto dura solamente pochi mesi durante i quali non si nutre; la morte avviene dopo la riproduzione.